# Hans Pflügler
Johannes Christian «Hans/Hansi» Pflügler (Frisinga, Alemania Federal, 27 de marzo de 1960) es un exfutbolista e ingeniero de acero estructural alemán. En su etapa como jugador profesional se desempeñaba como defensa. Actualmente trabaja como representante del Bayern de Múnich.

## Selección nacional
Fue internacional con la selección de Alemania Federal en 11 ocasiones. Formó parte de la selección campeona del mundo en 1990, jugando solamente un partido, contra Colombia.

### Participaciones en Copas del Mundo
| Mundial                        | Sede   | Resultado | Partidos | Goles |
| ------------------------------ | ------ | --------- | -------- | ----- |
| Copa Mundial de Fútbol de 1990 | Italia | Campeón   | 1        | 0     |

### Participaciones en Eurocopas
| Copa          | Sede             | Resultado   | Partidos | Goles |
| ------------- | ---------------- | ----------- | -------- | ----- |
| Eurocopa 1988 | Alemania Federal | Semifinales | 1        | 0     |

## Clubes
| Equipo              | País             | Año       |
| ------------------- | ---------------- | --------- |
| FC Bayern Múnich II | Alemania Federal | 1979-1982 |
| FC Bayern Múnich    | Alemania         | 1981-1992 |
| FC Bayern Múnich II | Alemania         | 1992-1997 |
| FC Bayern Múnich    | Alemania         | 1995      |
| SE Freising         | Alemania         | 1997-2001 |
| FC Bayern Múnich II | Alemania         | 2001-2002 |
| SE Freising         | Alemania         | 2002-2005 |

## Palmarés

### Campeonatos nacionales
| Título                | Equipo       | País             | Año  |
| --------------------- | ------------ | ---------------- | ---- |
| Copa de Alemania      | F. C. Bayern | Alemania Federal | 1982 |
| Copa de Alemania      | F. C. Bayern | Alemania Federal | 1984 |
| Bundesliga            | F. C. Bayern | Alemania Federal | 1985 |
| Bundesliga            | F. C. Bayern | Alemania Federal | 1986 |
| Copa de Alemania      | F. C. Bayern | Alemania Federal | 1986 |
| Supercopa de Alemania | F. C. Bayern | Alemania Federal | 1986 |
| Bundesliga            | F. C. Bayern | Alemania Federal | 1987 |
| Bundesliga            | F. C. Bayern | Alemania Federal | 1989 |
| Bundesliga            | F. C. Bayern | Alemania Federal | 1990 |
| Supercopa de Alemania | F. C. Bayern | Alemania Federal | 1990 |

### Copas internacionales
| Título                 | Equipo                        | Sede    | Año     |
| ---------------------- | ----------------------------- | ------- | ------- |
| Copa Mundial de Fútbol | Selección de Alemania Federal | Italia  | 1990    |
| Copa de la UEFA        | F. C. Bayern                  | Burdeos | 1995-96 |

## Condecoraciones
| Distinción      | Año  |
| --------------- | ---- |
| Laurel de Plata | 1990 |